# Bofors 40 mm L/70
Ne doit pas être confondu avec Bofors 40 mm L/60.
Le 40 mm Bofors L/70 (également appelé canon automatique L/70, Bofors 40 mm L/70, Bofors 40 mm/70, Bofors 40/70 et similaires), est un canon automatique polyvalent développé par le fabricant d'armes suédois AB Bofors (aujourd'hui BAE Systems Bofors) construit après la fin de la Seconde Guerre mondiale pour remplacer le Bofors 40 mm L/60 à succès.
Initialement conçu en tant qu'une arme anti-aérienne, vendue sous le nom de « canon antiaérien automatique Bofors de 40 mm L/70 », sa conception a depuis été revue pour devenir une arme polyvalente dédiée capable de tirer à la fois des projectiles sabot et des munitions programmables. Le design Bofors 40 mm L/70 n'atteindra jamais la même popularité et le même statut historique que le design original L/60, mais connait toujours une grande exportation et popularité à ce jour, ayant été adopté par environ 40 pays différents et même accepté comme norme de l'OTAN en novembre 1953. Il est toujours produit et vendu (depuis mars 2005 par BAE Systems AB), et plusieurs variantes existent pour les applications de terrain et navales. Une variante notable est la « variante de véhicule blindé léger » Bofors 40 / 70B qui est utilisée sur les véhicules de combat d'infanterie suédois Strf 90 40 et coréens K21 (en),.

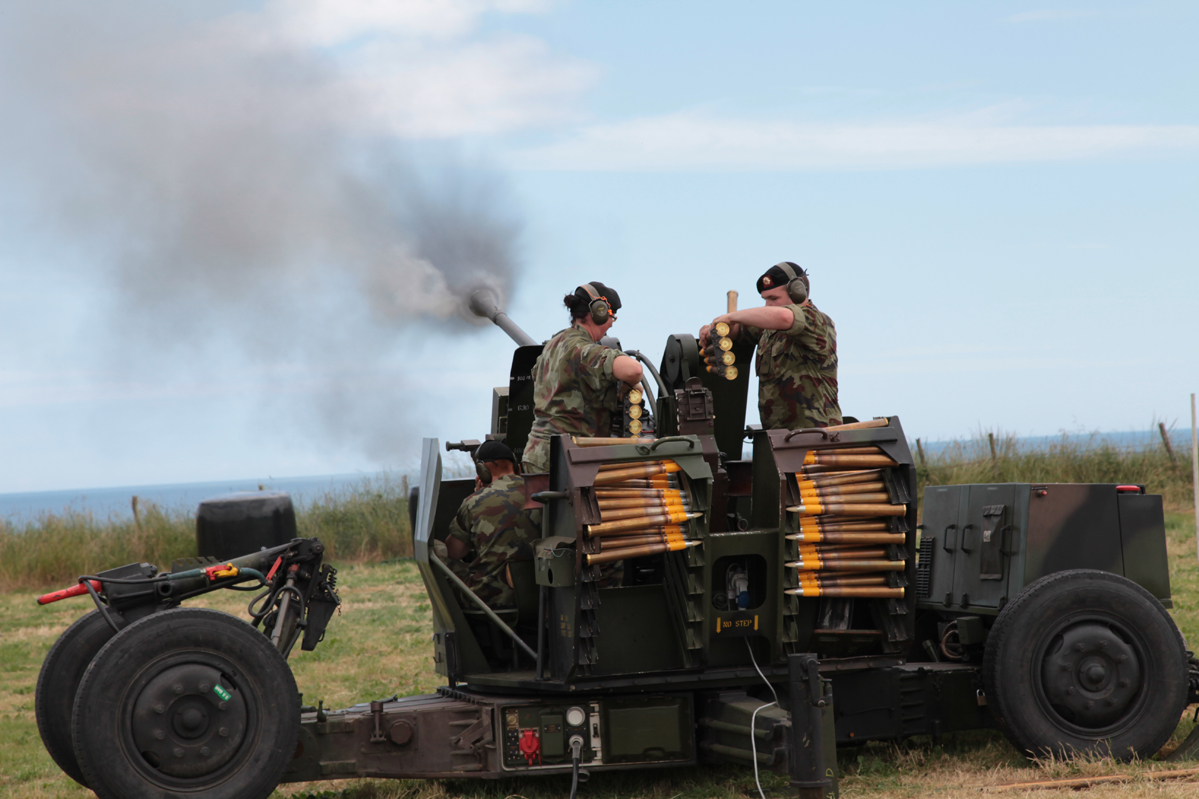
Démonstration de tir d'une pièce de l'armée irlandaise.

Le Bofors 40 mm L/70, comme la plupart des canons automatiques Bofors, est basé sur la même conception de base que le canon automatique Bofors 40 mm L/60 d'origine, à savoir un feu rapproché, un canon à éjection automatique avec un chargement automatique à recul dans le même récepteur, et semble donc visuellement similaire. Malgré cela, le L/70 a adopté quelques changements majeurs par rapport à son prédécesseur. Les changements les plus superficiels sont le canon L/70 plus long, le double dispositif de refroidissement et le fait que l'arme est chambrée pour une cartouche 40 × 365 mm R plus puissante (contre 40 × 311 mm R pour le Bofors 40 mm L/60). Le plus important cependant est le nouveau système d'éjection qui éjecte les douilles vides du côté opposé à la rampe d'alimentation, par rapport au système d'éjection du L/60, qui éjecte les étuis directement à l'arrière du canon. Ce changement de système a presque doublé la cadence de tir mécanique par rapport au système précédent.

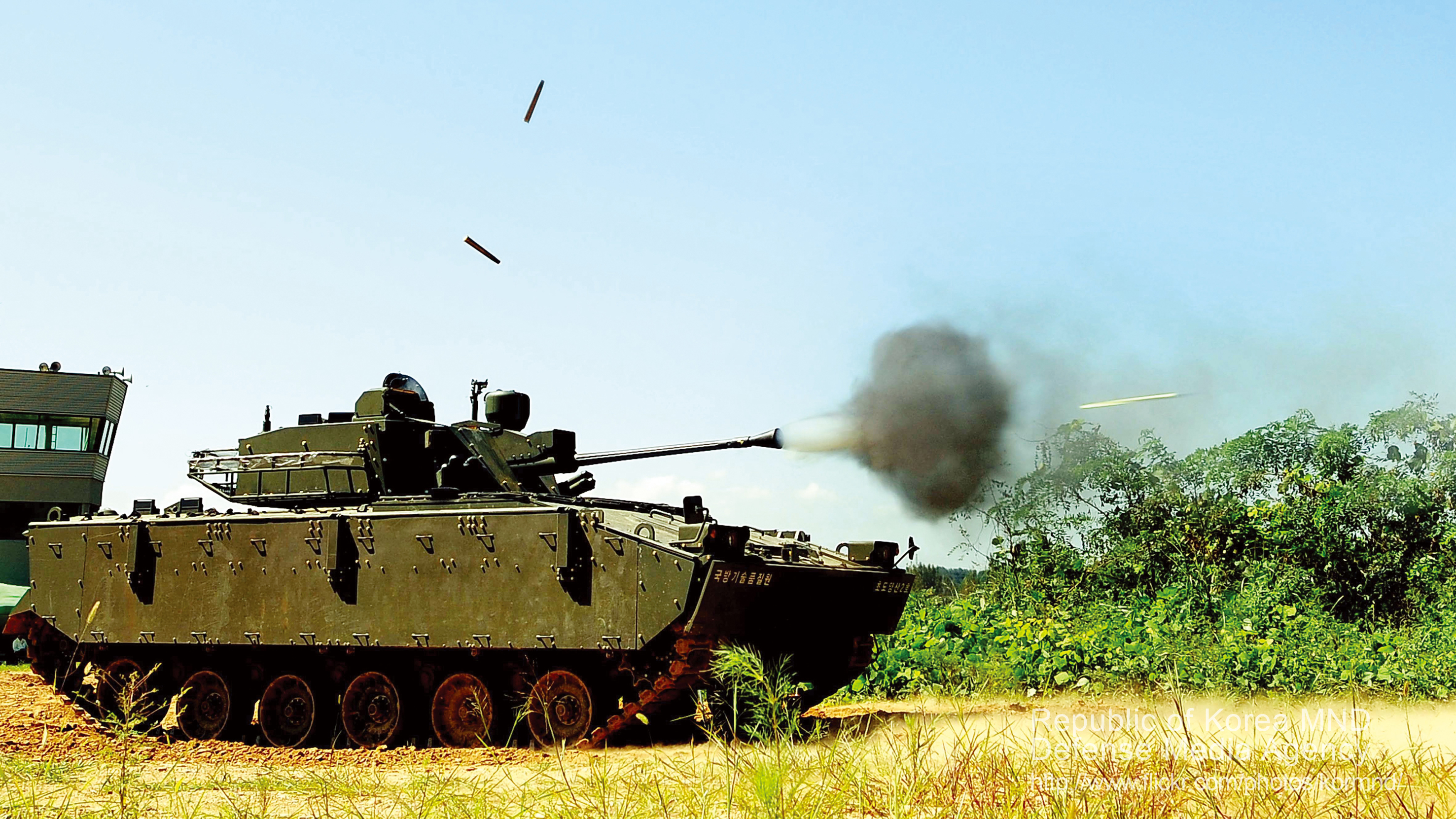
Tir d'un K21 de l'Armée de terre de la république de Corée en 2009.

Bien que le Bofors 40 mm L/70 soit un développement distinct de l'ancien modèle Bofors 40 mm L/60, les similitudes et le succès entre les deux canons sont largement connus simplement sous le nom de « Bofors » ou « canon Bofors de 40 mm », les confondant comme une seule et même arme.

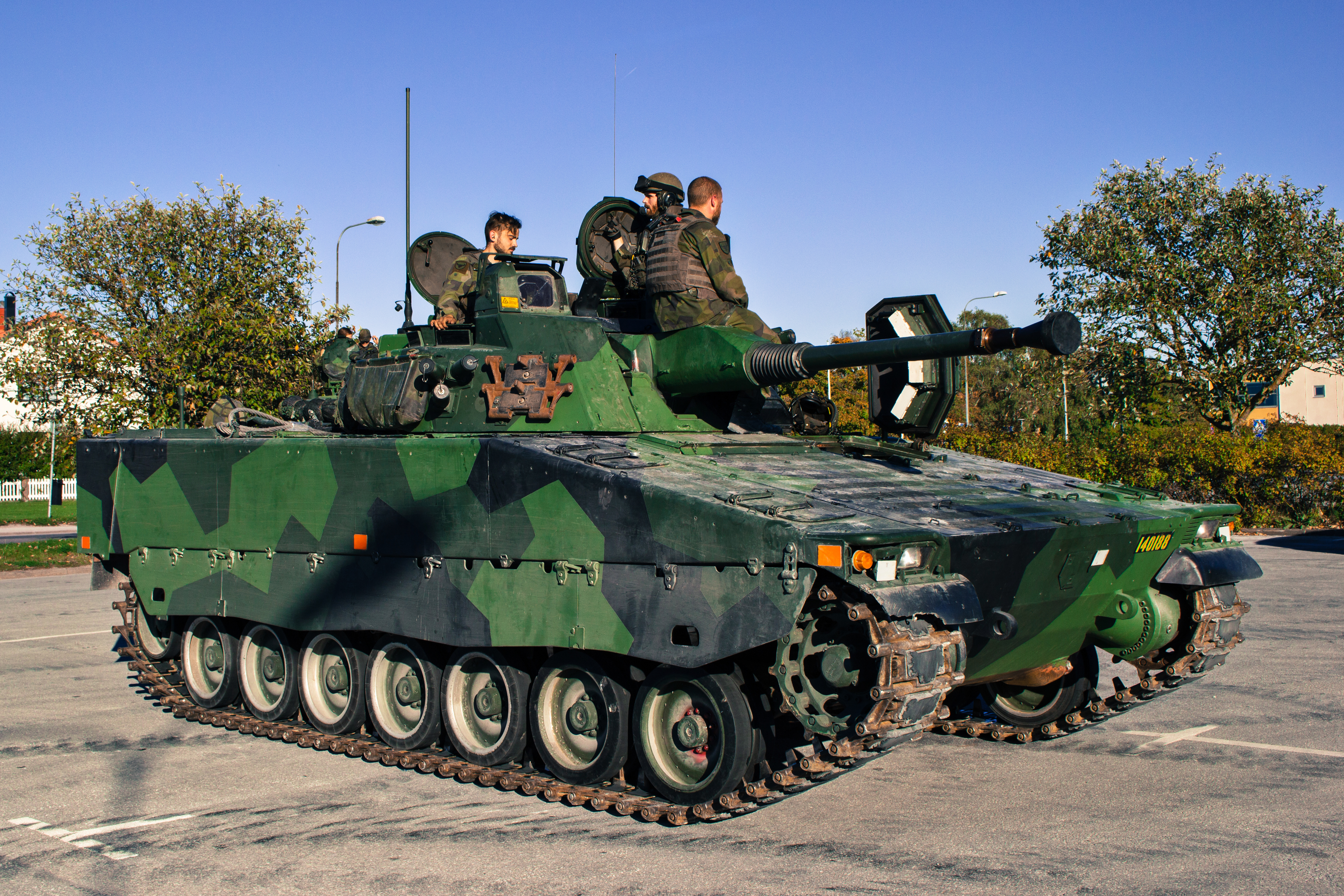
Un Combat Vehicle 90 modèle CV9040 de l’armée suédoise conçu dans les années 1990 armé d'un canon de 40 mm disposant d'un magasin de 120 obus.

Il équipe plusieurs types d'engins au début du XXIe siècle dont une version du Combat Vehicle 90.

## Variantes
- Système de canon L/70 BOFI (Bofors Optronic Fire control Instrument) : Système de conduite de tir électro-optique (avec un ordinateur et un télémètre laser) et des munitions à fusion de proximité. Un « système de beau temps ».
- L/70 BOFI-R (Tous temps) : système de contrôle de tir multicapteur avec un radar en bande J. Fournit une acquisition et un suivi automatiques avec une portée effective de 4 km sans entrée radar externe.
- L/70 REMO (Rénovation et Modernisation) : variante visant à prolonger la durée de vie et à augmenter l'efficacité. Cadence de tir plus élevée, nouveau système de contrôle de tir/programmation d'éclatement d'air et munitions.
- Mise à niveau du L/70 aux Pays-Bas : nouveau système d'asservissement, amplificateurs, cadence de tir augmentée (à 300 coups/min), râteliers de munitions et groupe électrogène Diesel.
- Amélioration espagnole du L/70 : système de suivi automatique électro-optique Felis (téléviseur HD, suivi automatique, laser de télémétrie, indicateur de cible portable et interface radar)
- AOS 40 mm L70 FADM (Field Air Defence Mount) : système de visée à entraînement électrique de Singapore Technologies
- TRIDON 40 mm L/70 : Bofors a installé un camion Volvo 725 6 × 6 avec une cabine entièrement fermée et blindée pour un équipage de cinq personnes, avec seulement deux membres d'équipage requis. Jamais entré en service[4].
- LVS 40 mm L/70 : équipé du système de conduite de tir modulaire LVS de Saab. Entré en service dans l'armée suédoise et l'armée royale thaïlandaise en 1994 et 1997.

### DARDO

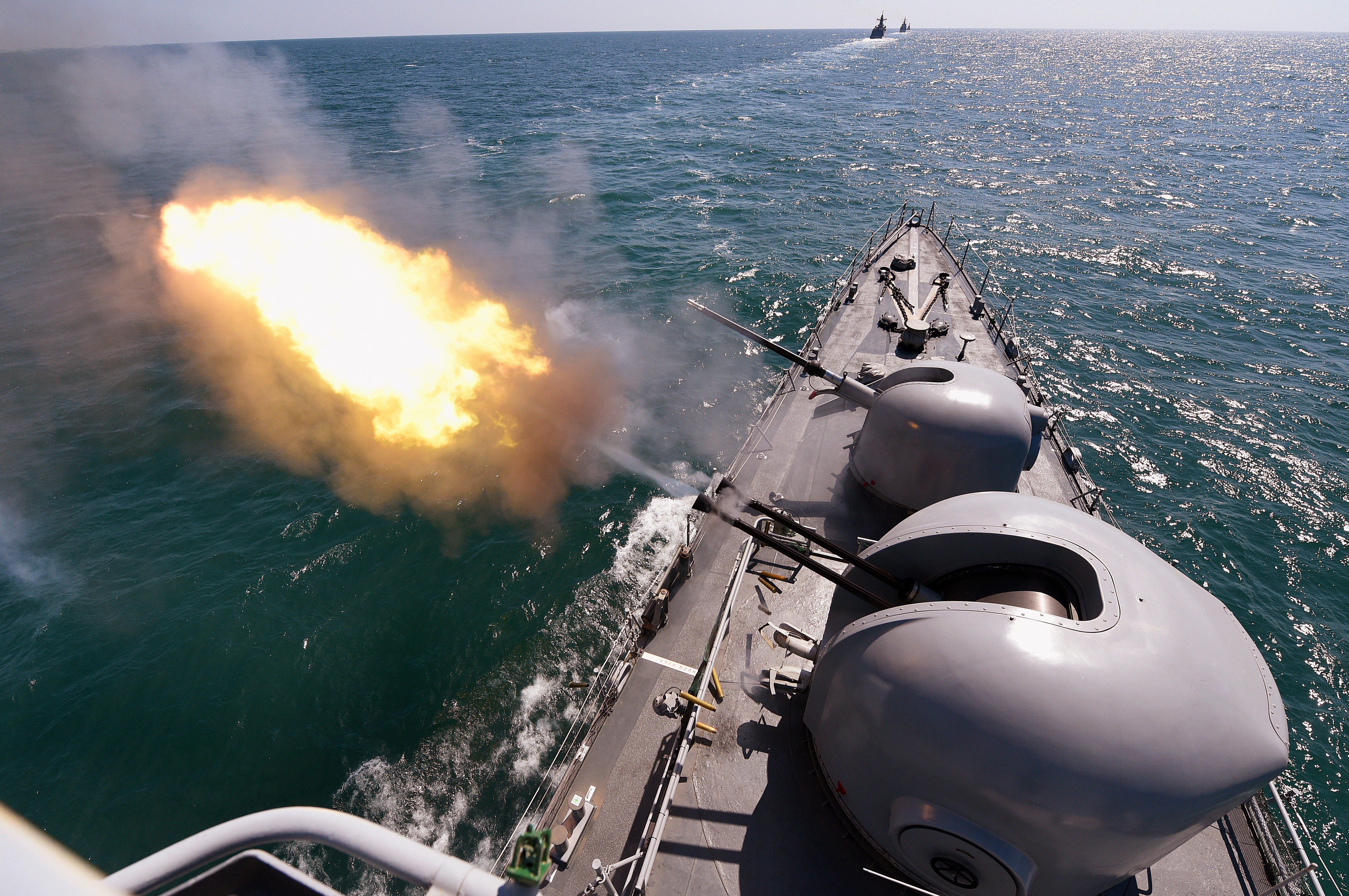
Exercice de tir d'une tourelle DARDO le 23 mars 2015 sur une corvette sud-coréenne de la classe Pohang.

Breda (aujourd'hui Oto Melara) d'Italie utilise le Bofors de calibre 40 mm L/70 dans ses systèmes d'armes antiaériens Type 64, Type 106, Type 107, Type 564 et Type 520. Ils ont également développé un système d'armes rapproché nommé DARDO pour l'armée et la marine italienne. Un développement plus récent de Breda, le « Fast Forty », utilise deux Bofors de calibre 40 mm modifiés, chacun avec une cadence de tir améliorée de 450 tirs/min, contre 240–330 tirs/min pour la version L/70. Pour une utilisation navale, il est normalement équipé d'un chargeur de 736 cartouches et d'un mécanisme d'alimentation double.

## Utilisateurs
- Arabie saoudite[6]
- Argentine[7]
- Bahreïn[8]
- Belgique[9]
- Bosnie-Herzégovine[10]
- Brésil[11]
- Corée du Sud : Plusieurs variantes[12]
- Danemark[9]
- Djibouti[13]
- États-Unis : Construit sous licence[5]
- Équateur[14]
- Finlande : 40/70 Mk. II sur les navires d'attaque rapides lance-missiles de la classe Rauma et les dragueurs de mines de la classe Katanpää
- France[9]
- Gabon[15]
- Inde[16] : Construit sous licence[5]
- Indonésie[17]
- Iran[18]
- Israël[19]
- Italie : Construit sous licence par Breda[9]
- Kenya[20]

- Lettonie[21]
- Malaisie[22]
- Pays-Bas : Construit sous licence[5]
- Nigeria[23]
- Norvège[9]
- Portugal[9]
- Serbie[24]
- Suède : 40/70 Mk. I comme 40 mm automatkanon m/48[25] et 40/70B comme 40 mm automatkanon m/70B[2]
- Espagne: Construit sous licence[5]
- République de Chine[26]
- Thaïlande[27]
- Turquie[9],[28]
- Royaume-Uni : Construit sous licence[5]
- États-Unis : Construit sous licence[5]
- Ukraine : Don de 36 par la Lituanie annoncé le 10 février 2023[29].
- Venezuela[30]